# King's Quest VII: The Princeless Bride
King's Quest VII: The Princeless Bride (Quête de Roi VII: La Mariée sans Prince) est un jeu d'aventure sorti en 1994 de la série King's Quest développé par Sierra On-Line, sorti sur Microsoft Windows et Mac OS.
King's Quest VII est le seul de la série incluant la reine Valanice dans un rôle majeur, et le seul où le Roi Graham n'est pas montré ni même mentionné. Par contre, il est listé dans les voix du générique, ce qui semble signifier qu'il devait originellement y faire une apparition.

## Histoire
Le titre du jeu est un détournement du titre du roman et du film Princess Bride.
Rosella et Valanice, respectivement la fille et la femme de Graham, discutent du mariage de Rosella. Rosella voit une créature magique ressemblant à un hippocampe sortir du lac puis replonger. Elle saute dans le lac, suivie de sa mère pour la sauver. Elles se retrouvent dans un tourbillon magique et Rosella se fait attraper par un monstre.

### Chapitre 1
Valanice arrive dans le désert. Elle doit aider une taupe adepte du troc à retrouver ses lunettes volées par un chacal, ainsi qu’un spectre de voyageur errant. Elle peut ainsi apprendre qu’une rumeur dit que le roi des trolls, loin dans l’ouest, va épouser une princesse étrangère au cheveux blonds, ce qui peut correspondre à Rosella. Pour sortir du désert, elle doit rouvrir un passage à l’aide de mécanismes basés sur des offrandes.

### Chapitre 2
Au royaume souterrain de Vulcanix, Rosella passe à travers un miroir qui la transforme en troll et est fiancée de force au roi Otar. Mathilde, la nourrice d’Otar, lui propose de redevenir humaine en lui préparant une potion dont Rosella doit lui rapporter les ingrédients. Elle apprend ensuite le plan de Malicia qui consiste à faire entrer le volcan en éruption pour détruire Eteria, le royaume dans les nuages. Mathilde comprend qu‘Otar est un imposteur, et le Crapaud-Dragon du vrai Otar dit que celui-ci est retenu prisonnier à Ooga-Booga. Rosella s’y rend.

### Chapitre 3
Valanice traverse les Bois Bienveillants et y rencontre le seigneur Attis, transformé en cerf, et sa femme Cérès transformée en arbre. Attis lui dit qu’elle ne peut poursuivre sa route vers l’est à cause du Bois des Garous, et qu’elle doit se rendre à Falderal pour y trouver une solution. Falderal est un village peuplé d'animaux et bourré de choses qui n'ont aucun sens. Valanice peut dès ce chapitre rendre son apparence normale à Attis, sinon elle devra le faire au chapitre 5. Ce chapitre s’achève sur l’arrestation de Valanice à Falderal après avoir ramassé une meule de fromage, accusée d’avoir volé la Lune.

### Chapitre 4
Le passage vers Vulcanix se bouche dès l’arrivée de Rosella. Elle est secourue par un Fossoyeur. Ooga-Booga est un pays dangereux peuplé de mort-vivants. Rosella doit retrouver des objets pour le fossoyeur ainsi que pour l’amical docteur Cadavre, puis aider le chat du docteur, maltraité par des enfants plutôt turbulents. Elle peut alors trouver la tombe où est retenu le roi Otar, mais est enfermée avec lui par Malicia. Libérés par le Crapaud-Dragon qu’a emporté Rosella, les deux personnages se réfugient chez le docteur Cadavre puis fuient incognito le pays. Avant de passer le Bois des Garous, ils entrent dans le repaire de Malicia pour lui dérober un appareil mystérieux capable de la vaincre, selon Otar. Ils vont ensuite jusqu’à Falderal où ils entendent parler de Valanice, et retrouvent un ancien passage vers Vulcanix.

### Chapitre 5
Valanice doit d’abord remettre la lune dans le ciel. Après une résolution de ce problème tout aussi absurde que le problème lui-même, elle peut sortir de la ville, avec en prime le moyen de passer le Bois des Garous. Une fois à la maison de Malicia, Valanice est sauvée d’une créature par une intervention d’Attis. À Ooga-Booga, elle rencontre le docteur Cadavre et son chat, qui lui parlent de Rosella. Elle doit ensuite rendre sa tête au Comte d’Ooga-Booga, qui apparaissait jusqu’alors sous la forme d’un cavalier sans tête (une référence au roman La Légende de Sleepy Hollow). Ce dernier lui donnera son cheval volant pour aller à Etheria. À partir de là, toute l’aire de jeu à l’exception de Vulcanix est accessible. Valanice devra alors rendre sa forme à dame Cérès, puis aider plusieurs divinités, aller au pays des rêves, pour finalement rencontrer les seigneurs d’Etheria et partir à la recherche d’Edgar, leur fils disparu.

### Chapitre 6
Les deux Otar s’affrontent dans la salle de contrôle du volcan jusqu’à l’intervention de Rosella qui rend sa vraie forme à celui qui s’avère être Edgar. Malicia assomme Otar et envoie Rosella au bord du volcan. Cette dernière s’évade et on assiste à l’arrivée de Valanice à Vulcanix. Une fois revenue dans la salle de contrôle, Rosella réveille Otar qui empêche l’éruption. Après les retrouvailles entre mère et fille, Edgar affronte Malicia pour protéger Rosella, mais est tué. Rosella utilise l’appareil mystérieux pour réduire la sorcière à l’état d’enfant. Si le joueur utilise alors rapidement la vie qu’a offert le chat du docteur, Edgar peut revivre et épouser Rosella. Dans les deux cas, on en apprend alors davantage sur Malicia et le début de l’histoire.

## Accueil
- Adventure Gamers : 3,5/5[1]